# Айдахо
 Тази статия е за щата в САЩ.  За окръга вижте Айдахо (окръг).  
А̀йдахо (на английски: Idaho) е щат в САЩ, чийто пощенски код е ID, столица е  град Бойзи. Площ 216 632 km² (2,28% от територията на САЩ), население 1 716 943 жители (2017 г.), 0,72% от населението на САЩ, гъстота 7,9 души/km². Прякорът на щата е Gem State (Щатът на скъпоценните камъни) защото само тук (освен в Хималаите) може да се намерят звездни гранати., а девизът „It Is Perpetual“ (Той е вечен).

## География

### Географско положение, граници
Щатът е разположен в северозападната част на САЩ, на около 550 km източно от бреговете на Тихия океан. На изток граничи с щатите Уайоминг и Монтана, на запад с Орегон и Вашингтон, на юг с Невада и Юта, а на север с провинция Британска Колумбия на Канада.

### Релеф
Голяма част от територията на Айдахо е заета от южните части на Колумбийското плато и северните части на Скалистите планини. На голямо протежение по границата с Монтана, от север-северозапад на юг-югоизток се простира мощния хребет Битеррут (връх Скот 11393 f, 3473 m). В крайната северна част, на границата с Канада се простират южните части на хребета Селкирк (връх Смит, 2304 m). На изток по границата с щата Уайоминг и на югоизток, по границата с щата Юта са разположени няколко планински хребета: Снейк Ривър (връх Палисайд, 2981 m), Карибу (вр. Карибу, 2989 m), Уебстър (връх Мийд, 2730 m), Уосатч (връх Шърман, 2947 m), Банок (вр. Скот, 2655 m), Сублет (връх Блек Рейн, 2861 m), Албион (връх Каш, 3151 m) и др. Централната част на щата, западно от хребета Битеррут е заета от мощни планински хребети и масиви: планините – Клиъруотър (вр. Орегон Бут, 2580 m), Салмън Ривър (вр. Туийн Пийкс, 3152 m) и Бойзи и хребетите – Сотут (връх Сноусайд, 3246 m), Боулдър (връх Касъл, 3601 m), Пионер (връх Хайдман, 3660 m), Лемхай (връх Даймънд, 3718 m) и Лост Ривър (връх Бора, 3859 m) – най-високата точка на щата Айдахо.
В южната част на щата, от запад на изток, като изпъкнала на юг дъга се простира обширната планинска равнина на река Снейк с дължина около 550 km и ширина до 100 km. Тук надморската височина варира от 550 до 1800 m. югозападната част на щата представлява полупустинна област с отделни възвишения и височини и дълбоко всечени в терена предимно сухи долини.

### Води
Основна водна артерия в Айдахо е река Снейк (ляв приток на Колумбия), която протича през южната му част от изток на запад и по западната му граница от юг на север. Основни притоци са: леви – Грейс, Блекфут, Банок, Рафт, Гос, Салмън Фолс, Бруно, Оуайхи; десни – Камас, Ууд, Бойзи, Пайит, Уайзър, Салмън, Клиъруотър. В северната част на щата преминават част от средните и горни течения на реките Кутни, Панд Орей и Спокан, леви притоци на Колумбия. В северната част, на река Панд Орей се намира красивото планинско езеро Панд Орей (най-голямото в щата), а на река Спокан е разположено езерото Кор Дълейн. В крайната му югоизточна част, на границата с щата Юта се намира езерото Беър, а на 100 km северно от него – езерото Грейс. Поради ограниченото количество на валежите в щата Айдахо са изградени множество язовири: Доуршак, Американ Фолс, Айлънд Парк, Блекфут, Палисайд и др.

### Климат
Топографските особености на щата се отразяват на неговия разнообразен климат. Независимо че отстои на 560 km от Тихия океан, от съществено значение за неговия климат имат западните въздушни маси, явяващи се основен източник на атмосферна влага. През летния сезон, макар и рядко влага се пренася и от въздушните маси идващи от юг, от Мексиканския залив и Карибско море. През зимата средните показатели за облачността, валежите и температурата на въздуха са по-високи от тези на същата географски ширина в континенталната част на САЩ. Поради това, че северните части на щата повече са подложени на влиянието на влажните океански въздушни маси от тези на юг, оградени от планински хребети, климатичните условия са със съществени различия. Като цяло климатът е умереноконтинентален, а на юг сух, ариден.
В северните части годишната сума на валежите е двойно по-висока от тези в южните: 760 и 330 mm съответно. През зимата на север се наблюдават по-високи стойности на температурата и влажността, отколкото на юг, като разликата във влажността между севера и юга може да достигне до четирикратни различия. Като цяло средната температура и влажност на югоизток е много по-ниска от тази в западните и северните региони на щата. Най-студеният месец е януари, като средната денонощни температура е под 0 °С. През зимата в планинските райони на север и изток температура често пада под -30 °С, а валежите са обилни: 510 mm дъждове и 890 mm сняг. Най-топлия месец е юли, като максималните температури се измерват в равнинните области на щата – долината на река Снейк и долното течение на река Клиъруотър. Често в югозападните полупустинни райони температурата на въздуха надвишава 37 °С. Абсолютната минимална температура от -51 °С е регистрирана на 18 януари 1943 г. в грайд Айлънд Парк, а абсолютната максимална от 48 °С – на 28 юли 1934 г.

### Полезни изкопаеми
Щатът е богат на полезни изкопаеми, поради което близо 65% от територията му е собственост на федералното правителство. Добиват се сребро (първо място по добив в САЩ), цинк, злато, олово и други.

## Икономика
Икономиката на щата е ориентирана в селското стопанство. Тук се отглеждат 1/3 от картофите в САЩ. Едрият рогат добитък (месодайни породи) е второто по значение производство в селското стопанство на щата.
От промишлеността най-важно значение има производството на полупроводници и чипове. Тези производства са съсредоточени основно в столицата Бойзи. Фабрики тук имат световни гиганти като Micron Technology (единствен производител в САЩ на DRAM-чипове) и Hewlett Packard. Най-големият център за поддръжка на Dell се намира в Туин Фолс. Idaho National Laboratory (INL), държавната агенция за ядрени изследвания, допълва високотехнологичния профил на промишлеността в Айдахо.
БВП на щата за 2004 е $43,6 млрд. или $26 881 на глава от населението.
През щата преминават участъци от 5 междущатски магистрали 9 междущатски шосета:
- Междущатска магистрала  – 196 мили (315,4 km), в източната част, от север на юг;
- Междущатска магистрала  – 275,7 мили (443,6 km), в южната част, от запад на югоизток;
- Междущатска магистрала  – 69,9 мили (101,1 km), в югоизточната част, между Междущатски магистрали  и ;
- Междущатска магистрала  – 73,9 мили (118,9 km), в северната част, от запад на изток;
- Междущатска магистрала  – 3,6 мили (5,8 km), в пределите на столицата Бойзи.

- Междущатско шосе  – 80,2 мили (129 km), в северната част, от запад на изток;
- Междущатско шосе  – 174,4 мили (280,7 km), в северната част, от запад на изток;
- Междущатско шосе  – 411 мили (661 km), в южната част, от запад на изток;
- Междущатско шосе  – 402 мили (646,8 km), в южната част, от запад на изток;
- Междущатско шосе  – 415,6 мили (668,8 km), в южната част, от запад на изток;
- Междущатско шосе  – 40,6 мили (65,3 km), в югоизточната част;
- Междущатско шосе  – 127,4 мили (205 km), в югоизточната част, от юг на север;
- Междущатско шосе  – 350,8 мили (564,6 km), в средната част, от юг на север;
- Междущатско шосе  – 538,6 мили (866,7 km), в западната част, от юг на север.

## Образование
В щата са разположени три университета. Основният и най-престижен е Университетът на Айдахо (University of Idaho), който е и най-стар – основан е през 1889 г. Намира се в Москоу. Другите два университета са Държавен университет на Айдахо (Idaho State University) в Поукателоу и Държавен университет в Бойзи (Boise State University).

## Градове
- Айдахо Фолс
- Айланд Парк
- Арко
- Блекфут
- Бойзи
- Бърли
- Гардън Сити
- Дригс
- Кетчъм
- Колдуел
- Луистън
- Маккол
- Маунтин Хоум
- Меридиън
- Нампа
- Рексбърг
- Сандпойнт
- Сън Вали
- Туин Фолс
- Уолас
- Макей

## Административно деление
Щатът Айдахо е разделен на 44 окръга. Те са:
- С най-голяма площ е окръг Айдахо 22 021 km², а с най-малка – окръг Пайет 1062 km²;
- С най-многобройно население е окръг Ейда 456 849 души, а с най-малко население – окръг Кларк 873 души;
- С най-голяма плътност на населението е окръг Ейда 166,4 души/km², а с най-малка плътност – окръг Кларк 0,06 души/km².

| Наименование на окръг (английски) | Площ, km² (място в щата) % от площта на щата | Население (2017 г.) (място в щата) % от населението на щата | Плътност, души/km² | Административен център (английски) координати                                                        | Основан          | Образуван от                    |
| --------------------------------- | -------------------------------------------- | ----------------------------------------------------------- | ------------------ | --- | ---------------- | ------------------------------- |
| Адамс (Adams)                     | 3548 (22), 1,64                              | 4147 (40), 0,24                                             | 1,17               | Каунсъл (Council) 44°43′48″ с. ш. 116°26′10″ з. д. / 44.73° с. ш. 116.436111° з. д.                  | 3 март 1911      | окръг Уошингтън                 |
| Айдахо (Idaho)                    | 22 021 (1), 10,20                            | 16 369 (20), 0,95                                           | 0,70               | Грейнджвил (Grandeville) 45°55′34″ с. ш. 116°07′16″ з. д. / 45.926111° с. ш. 116.121111° з. д.       | 4 февруари 1864  | територия Вашингтон             |
| Банок (Bannock)                   | 2972 (27), 1,38                              | 85 269 (5), 5,00                                            | 28,70              | Поукателоу (Pocatello) 42°52′30″ с. ш. 112°26′49″ з. д. / 42.875° с. ш. 112.446944° з. д.            | 6 март 1893      | окръг Бингам                    |
| Баундари (Boundary)               | 3311 (24), 1,53                              | 11 922 (25), 0,69                                           | 3,60               | Бонърс Фери (Bonners Ferry) 48°41′31″ с. ш. 116°19′05″ з. д. / 48.691944° с. ш. 116.318056° з. д.    | 23 януари 1915   | окръг Бонър                     |
| Бенъуа (Benewah)                  | 2031 (34), 0,94                              | 9184 (30), 0,53                                             | 4,52               | Сейнт Мерис (St. Maries) 47°18′54″ с. ш. 116°34′16″ з. д. / 47.315° с. ш. 116.571111° з. д.          | 23 януари 1915   | окръг Кутенаи                   |
| Беър Лейк (Bear Lake)             | 2718 (32), 1,25                              | 6028 (36), 0,35                                             | 2,22               | Парис (Paris) 42°13′41″ с. ш. 111°23′56″ з. д. / 42.228056° с. ш. 111.398889° з. д.                  | 5 януари 1875    | окръг Оунайда                   |
| Бингам (Bingham)                  | 5491 (12), 2,53                              | 45 927 (7), 2,67                                            | 8,36               | Блекфут (Blackfoot) 43°11′24″ с. ш. 112°20′46″ з. д. / 43.19° с. ш. 112.346111° з. д.                | 13 януари 1885   | окръг Оунайда                   |
| Блейн (Blaine)                    | 6892 (7), 3,18                               | 22 024 (16), 1,28                                           | 3,20               | Хейли (Hailey) 43°30′54″ с. ш. 114°18′22″ з. д. / 43.515° с. ш. 114.306111° з. д.                    | 5 март 1895      | окръг Алтурас                   |
| Бойзи (Boise)                     | 4938 (15), 2,28                              | 7290 (31), 0,42                                             | 1,50               | Айдахо Сити (Idaho City) 43°49′44″ с. ш. 115°49′55″ з. д. / 43.828889° с. ш. 115.831944° з. д.       | 4 февруари 1864  | територия Айдахо                |
| Бонвил (Bonneville)               | 4923 (16), 2,27                              | 114 595 (3), 6,67                                           | 23,28              | Айдахо Фолс (Idaho Falls) 43°29′31″ с. ш. 112°01′55″ з. д. / 43.491944° с. ш. 112.031944° з. д.      | 7 февруари 1911  | окръг Бингам                    |
| Бонър (Bonner)                    | 4972 (14), 2,30                              | 43 560 (8), 2,53                                            | 8,76               | Сандпойнт (Sandpoint) 48°15′01″ с. ш. 116°34′01″ з. д. / 48.250278° с. ш. 116.566944° з. д.          | 21 февруари 1864 | окръг Кутенаи                   |
| Бют (Butte)                       | 5787 (11), 2,67                              | 2602 (42), 0,15                                             | 0,18               | Аркоу (Arco) 43°38′06″ с. ш. 113°18′04″ з. д. / 43.635° с. ш. 113.301111° з. д.                      | 6 февруари 1917  | окръзи Бингам, Блейн, Джеферсън |
| Вали (Valley)                     | 9670 (5), 4,46                               | 10 687 (28), 0,62                                           | 1,11               | Каскейд (Cascade) 44°30′58″ с. ш. 116°02′38″ з. д. / 44.516111° с. ш. 116.043889° з. д.              | 26 февруари 1917 | окръзи Айдахо, Бойзи            |
| Гудинг (Gooding)                  | 1901 (36), 0,88                              | 15 124 (21), 0,88                                           | 7,96               | Гудинг (Gooding) 42°56′13″ с. ш. 114°42′50″ з. д. / 42.936944° с. ш. 114.713889° з. д.               | 28 януари 1913   | окръг Линкълн                   |
| Джем (Gem)                        | 1465 (40), 0,68                              | 17 379 (19), 1,00                                           | 11,86              | Емет (Emmett) 43°52′23″ с. ш. 116°29′42″ з. д. / 43.873056° с. ш. 116.495° з. д.                     | 15 март 1915     | окръзи Бойзи, Кениън            |
| Джеръм (Jerome)                   | 1559 (39), 0,72                              | 20 468 (18), 1,19                                           | 13,13              | Джеръм (Jerome) 42°43′30″ с. ш. 114°31′05″ з. д. / 42.725° с. ш. 114.518056° з. д.                   | 8 февруари 1919  | окръзи Гудинг, Линкълн          |
| Джеферсън (Jefferson)             | 2863 (28), 1,32                              | 28 446 (12), 1,66                                           | 9,94               | Ригби (Rigby) 43°40′26″ с. ш. 111°54′58″ з. д. / 43.673889° с. ш. 111.916111° з. д.                  | 18 февруари 1913 | окръзи Фримонт                  |
| Ейда (Ada)                        | 2745 (31), 1,27                              | 456 849 (1), 26,60                                          | 166,40             | Бойзи (Boise) 43°36′50″ с. ш. 116°14′17″ з. д. / 43.613889° с. ш. 116.238056° з. д.                  | 22 декевнри 1864 | окръг Бойзи                     |
| Елмор (Elmore)                    | 8032 (6), 3,70                               | 26 823 (13), 1,56                                           | 3,34               | Маунтин Хоум (Moutain Home) 43°08′13″ с. ш. 115°41′38″ з. д. / 43.136944° с. ш. 115.693889° з. д.    | 17 февруари 1889 | окръг Алтурас                   |
| Камас (Camas)                     | 2795 (29), 1,29                              | 1102 (43), 0,06                                             | 0,39               | Феърфийлд (Fairfield) 43°20′46″ с. ш. 114°47′28″ з. д. / 43.346111° с. ш. 114.791111° з. д.          | 6 февруари 1917  | окръг Блейн                     |
| Карибу (Caribou)                  | 4658 (18), 2,15                              | 7034 (35), 0,40                                             | 1,51               | Сода Спрингс (Soda Springs) 42°39′29″ с. ш. 111°35′46″ з. д. / 42.658056° с. ш. 111.596111° з. д.    | 11 февруари 1919 | окръзи Банок                    |
| Каша (Cassia)                     | 6683 (9), 3,09                               | 23 664 (14), 1,38                                           | 3,54               | Бърли (Burley) 42°32′10″ с. ш. 113°47′35″ з. д. / 42.536111° с. ш. 113.793056° з. д.                 | 20 февруари 1879 | окръг Оуайхи                    |
| Кениън (Canyon)                   | 1563 (38), 0,72                              | 216 699 (2), 12,60                                          | 138,64             | Колдуел (Caldwell) 43°39′29″ с. ш. 116°40′48″ з. д. / 43.658056° с. ш. 116.68° з. д.                 | 7 март 1891      | окръг Ейда                      |
| Кларк (Clark)                     | 4572 (19), 2,11                              | 873 (44), 0,05                                              | 0,06               | Дюбоа (Dubois) 44°10′26″ с. ш. 112°13′55″ з. д. / 44.173889° с. ш. 112.231944° з. д.                 | 1 февруари 1919  | окръг Фримонт                   |
| Клиъруотър (Clearwater)           | 6444 (10), 2,97                              | 8546 (31), 0,50                                             | 1,33               | Орофино (Orofino) 46°29′10″ с. ш. 116°15′32″ з. д. / 46.486111° с. ш. 116.258889° з. д.              | 27 февруари 1911 | окръг Нез Пърс                  |
| Кутенаи (Cootenai)                | 3408 (23), 1,57                              | 108 685 (4), 6,30                                           | 31,90              | Кор Дълейн (Coeur d'Alene) 47°41′35″ с. ш. 116°46′48″ з. д. / 47.693056° с. ш. 116.78° з. д.         | 22 декември 1864 | окръг Нез Пърс                  |
| Къстър (Custer)                   | 12 786 (3), 5,90                             | 4172 (39), 0,24                                             | 0,28               | Чалис (Challis) 44°30′14″ с. ш. 114°13′41″ з. д. / 44.503889° с. ш. 114.228056° з. д.                | 8 януари 1881    | окръзи Алтурас, Лими            |
| Лата (Latah)                      | 2789 (30), 1,29                              | 39 333 (10), 2,29                                           | 14,10              | Москоу (Moscow) 46°43′55″ с. ш. 116°59′49″ з. д. / 46.731944° с. ш. 116.996944° з. д.                | 14 май 1888      | окръг Нез Пърс                  |
| Лими (Lemhi)                      | 11 835 (4), 5,46                             | 7875 (32), 0,46                                             | 0,67               | Салмън (Salmon) 45°10′41″ с. ш. 113°54′11″ з. д. / 45.178056° с. ш. 113.903056° з. д.                | 9 януари 1869    | окръг Айдахо                    |
| Линкълн (Lincoln)                 | 3123 (25), 1,44                              | 5318 (37), 0,31                                             | 1,70               | Шошони (Shoshone) 42°56′13″ с. ш. 114°24′29″ з. д. / 42.936944° с. ш. 114.408056° з. д.              | 18 март 1895     | окръзи Алтурас, Блейн           |
| Луис (Lewis)                      | 1243 (41), 0,57                              | 3887 (41), 0,23                                             | 3,13               | Незпърс (Nezperce) 46°14′02″ с. ш. 116°14′24″ з. д. / 46.233889° с. ш. 116.24° з. д.                 | 3 март 1911      | окръг Нез Пърс                  |
| Мадисън (Madison)                 | 1226 (42), 0,57                              | 39 141 (11), 2,28                                           | 31,9               | Рексбърг (Rexburg) 43°49′23″ с. ш. 111°47′06″ з. д. / 43.823056° с. ш. 111.785° з. д.                | 18 февруари 1913 | окръг Фримонт                   |
| Минидока (Minidoka)               | 1976 (35), 0,91                              | 20 729 (17), 1,21                                           | 10,5               | Рупърт (Rupert) 42°37′05″ с. ш. 113°40′26″ з. д. / 42.618056° с. ш. 113.673889° з. д.                | 26 януари 1913   | окръг Линкълн                   |
| Нез Пърс (Nez Perce)              | 2218 (33), 1,02                              | 40 385 (9), 2,35                                            | 18,2               | Люистън (Lewiston) 46°25′01″ с. ш. 117°01′05″ з. д. / 46.416944° с. ш. 117.018056° з. д.             | 4 февруари 1864  | територия Вашингтон             |
| Оуайхи (Owyhee)                   | 19 934 (2), 9,2                              | 11 628 (26), 0,68                                           | 0,58               | Мърфи (Murphy) 43°13′05″ с. ш. 116°33′07″ з. д. / 43.218056° с. ш. 116.551944° з. д.                 | 31 декември 1863 | територия Айдахо                |
| Оунайда (Oneida)                  | 3112 (6), 1,44                               | 4427 (38), 0,26                                             | 1,42               | Малад Сити (Malad City) 42°11′28″ с. ш. 112°14′56″ з. д. / 42.191111° с. ш. 112.248889° з. д.        | 22 януари 1864   | територия Айдахо                |
| Пайет (Payette)                   | 1062 (44), 0,49                              | 23 215 (15), 1,35                                           | 21,9               | Пайет (Payette) 44°04′30″ с. ш. 116°55′48″ з. д. / 44.075° с. ш. 116.93° з. д.                       | 22 февруари 1917 | окръг Кениън                    |
| Пауър (Power)                     | 3736 (21), 1,72                              | 7600 (33), 0,44                                             | 2,00               | Американ Фолс (American Falls) 42°46′52″ с. ш. 112°51′22″ з. д. / 42.781111° с. ш. 112.856111° з. д. | 30 януари 1913   | окръзи Бингам, Блейн, Оунайда   |
| Титон (Teton)                     | 1167 (43), 0,54                              | 11 381 (27), 0,66                                           | 9,80               | Дригс (Driggs) 43°43′34″ с. ш. 111°06′22″ з. д. / 43.726111° с. ш. 111.106111° з. д.                 | 20 януари 1915   | окръг Мадисън                   |
| Туин Фолс (Twin Falls)            | 4995 (13), 2,30                              | 85 124 (6), 4,96                                            | 17,00              | Туин Фолс (Twin Falls) 42°34′41″ с. ш. 114°28′30″ з. д. / 42.578056° с. ш. 114.475° з. д.            | 20 февруари 1907 | окръг Каша                      |
| Уошингтън (Washington)            | 3816 (20), 1,76                              | 10 121 (29), 0,59                                           | 2,65               | Уайзър (Waiser) 44°15′00″ с. ш. 116°58′05″ з. д. / 44.25° с. ш. 116.968056° з. д.                    | 20 февруари 1879 | окръг Бойзи                     |
| Франклин (Franklin)               | 1731 (37), 0,80                              | 13 564 (22), 0,79                                           | 7,80               | Престън (Preston) 42°05′42″ с. ш. 111°52′30″ з. д. / 42.095° с. ш. 111.875° з. д.                    | 20 януари 1913   | окръг Бойзи                     |
| Фримонт (Fremont)                 | 4910 (17), 2,27                              | 13 094 (23), 0,76                                           | 2,67               | Сейнт Антъни (Saint Anthony) 43°57′58″ с. ш. 111°41′02″ з. д. / 43.966111° с. ш. 111.683889° з. д.   | 4 март 1893      | окръг Бингам                    |
| Шошони (Shoshone)                 | 6826 (8), 3,15                               | 12 542 (24), 0,73                                           | 1,84               | Уолъс (Wallace) 47°28′23″ с. ш. 115°55′30″ з. д. / 47.473056° с. ш. 115.925° з. д.                   | 4 февруари 1864  | територия Вашингтон             |
| Айдахо (Idaho)                    | 216 632 (14), 2,28                           | 1 716 943 (39), 0,52                                        | 7,90               | Бойзи (Boise) 43°36′50″ с. ш. 116°17′17″ з. д. / 43.613889° с. ш. 116.288056° з. д.                  | 3 юли 1890 (43)  | територия Айдахо                |